# Sebastián Velásquez
Sebastián Velásquez (Medellín, 11 febbraio 1991) è un calciatore colombiano, centrocampista del Greenville Triumph.

## Carriera
Ha giocato 2 partite in CONCACAF Champions League con la maglia del Real Salt Lake. Nel dicembre 2016 viene ingaggiato dal Real Monarchs, franchigia affiliata al Real Salt Lake, per disputare il campionato nella lega USL.